# Edwin Carr
Edwin Carr, född 2 september 1928, död 25 mars 2018, var en australisk friidrottare. Han deltog vid olympiska sommarspelen 1952.